# 전우 (노래)
〈전우〉는 1973년에 박목월이 작사하고 나운영이 작곡한 대한민국 육군의 군가이다.